# Karel Lamač
Karel Lamač, född 27 januari 1887 i Prag, död 2 augusti 1952 i Graz, var en tjeckisk filmregissör, skådespelare, manusförfattare och filmproducent. Lamač regisserade 102 filmer och medverkade själv i 61 filmer.